# Umělecká škola
Umělecká škola je vzdělávací instituce s primárním zaměřením na vizuální umění, zejména ilustraci, malířství, fotografii, sochařství, design a grafický design. Někdy umělecké školy vyučují obory vizuální i múzické, jindy jsou specializovány jen na jednu z obou oblastí. Tento článek je zaměřen na školy vizuální tvorby. Umělecké školy mohou nabízet základní, střední, postsekundární nebo vysokoškolské programy.

## Umělecké školství v českém prostoru

### Základní umělecké školství
Výuka výtvarné tvorby je součástí většiny základních škol. Převážně však jen podle tradice podporuje rozvoj osobní kreativity. Pouze mimořádně kvalitní školy se zabývají podporou kultivace vnímání (prakticky užitečné zejména v oblasti designu), vizuální gramotností a spojením se školní výukou vyššího typu verbální gramotnosti.
V České republice velmi rozvinutá síť základních uměleckých škol (ZUŠ) vedle hudebních a dramatických oborů často nabízí i výtvarné studium, které také jen v nejlepších školách se snaží o více než pouhou podporu osobní kreativity. Nedostatečný je i rozvoj výuky užitého umění, neboť se školy zabývají většinou především dekorativní keramickou, příp. textilní tvorbou a soudobý design zůstává stranou pozornosti. Na ZUŠ se již od 60. let 20. století výjimečně a současně jen velmi zvolna rozvíjí studium fotografie.
Základní školství je přirozeně doplněno pestrou nabídkou soukromých kursů, které s výjimkou specializací na nová média převážně nepřekračují rámec výuky ZUŠ.

#### Funkce základního školství
Základní umělecké školství je určeno především jako nezbytný doplněk všeobecného vzdělání (v případě ZUŠ nepovinný), pro podporu zájmové tvorby nebo pro přípravu k dalšímu studiu na středních školách.

### Střední umělecké školství
U středních škol funguje vyšší snaha o zařazování předmětů vztahujících se ke vnímání umění, jako např. základy estetiky, filmová (nebo obecnější mediální) výchova apod.
V českém prostředí patří mezi nejčastější střední umělecko-průmyslové školy specializované na obory jako keramika, textil, užitá grafika. Ty jsou v menším rozsahu doplněny školami obecně výtvarnými, filmovými apod.

#### Funkce středního školství
Specializované střední umělecké školy jsou určeny k vytvoření základní kvalifikace pro praktický výkon povolání, a také jako příprava k dalšímu studiu na vysokých školách.

### Vysoké umělecké školy
V historii univerzitního vzdělávání je umění dlouho považováno za přirozenou součást. Moderní všeobecné či technické univerzity mají fakulty zaměřené na uměleckou tvorbu, teorii, případně obojí. Stejně tak pedagogické fakulty. V rovině specializovaných uměleckých škol mají nejdelší historii akademie umění, s rozvojem průmyslu byly od 19. století zakládány školy uměleckoprůmyslové, často v promyšlené vazbě na uměleckoprůmyslové sbírky (uměleckoprůmyslová muzea) a od poloviny 20. století se setkáváme také s akademiemi nebo fakultami univerzit věnovanými novým médiím (fotografii, kinematografii ad.).
Ke specializovaným oborům výuky s dlouhou tradicí patří architektura, která se nezbytně týká i běžných stavebních škol. Vzdělávání architektů vykazuje nejvyšší schopnost potřebné aplikace širokého spektra vědeckých disciplín.

#### Funkce vysokého školství
Vysoké školy nabízejí téměř jednotně třístupňový program vzdělání.
Bakalářské studium má být předpokladem komplexní kvalifikace pro praktický výkon povolání, převážně zakázkového typu (titul BcA).
U magisterského stupně je kvalifikace vyšší o schopnost verbální reflexe umění a užití vědeckých aplikací, jak při tvorbě, tak při analýze a hodnocení (MgA). Odborné komentáře uvádějí, že tato kvalifikace je ve své podstatě jediným důvodem k vysokoškolské výuce volné tvorby, pro niž je jinak běžný nezávislý osobní rozvoj.
Doktorské studium má připravovat pro výzkumnou činnost, přirozeně propojenou s vědou, tedy nikoli jen izolovaný umělecký výzkum (ArtD, nesprávně někdy PhD).
Na dostatečné propojení s adekvátními vědeckými obory však nebyly ze své tradice školy připraveny, a tak ještě ve 20. létech 21. století dosahuje uvedeného standardu jen malé procento akademií. U volné tvorby jde o propojení s psychologií, teorií komunikace, vizuální gramotností, sociologií, filosofií a etikou, v užitém umění navíc s ekologií, ergonomií, inženýrskými vědami. Situaci výstižně formulují komentáře o velké konzervativnosti uměleckých škol, které se umí přizpůsobit jen stylovému a technologickému vývoji, případně změnám marketingu.

Český pedagog Ondřej Šteffl ze sdružení SCIO o tom říká: „Mnohde jinde už pochopili, že výbava dnešních mladých pro dvacáté první století nespočívá jen a hlavně v odborných znalostech. Znalosti a dovednosti musí být podloženy hodnotami. Hodnoty definují povahu člověka, formují přesvědčení, postoje i činy, a proto tvoří jádro kvality vzdělávání pro 21. století.“ Tím dává také odpověď na aktuální otázku, zda má být absolvent připraven především pro provozní problémy praxe, když je tak těžké do osnov vměstnat větší množství předmětů. Leckteré věci praxe každého absolventa bezpodmínečně a rychle sama naučí, těmi se jistě nemusí ve škole ztrácet mnoho času. Vztah k hodnotám, zejména česká praxe moc naučit neumí a z hlediska poznatků vývojové psychologie se musí budovat včas. Proto vztah k hodnotám společnosti, lidského těla a přírody jistě musí tvořit rozhodující část výuky.
„Když jsme se v průzkumu GW ptali mladých lidí, co pro ně znamená demokracie, v západní Evropě mileniálové oceňovali možnost participace, svobodného vyjadřování, veřejného dialogu a pluralitních hodnot. Mladí Češi oproti tomu výrazně častěji odpovídali naprosto stereotypně, že díky demokracii mají možnost cestovat. To je podle mě ukázkou toho, že náš vzdělávací systém selhal.“ (Martin Buchtík, sociolog, společnost Median, Magazín PROBYZNYS, Praha, 30. 11. 2017)

## Významné umělecké školy ve světě
Dále jsou uvedeny některé významné umělecké školy.

### Severní Amerika

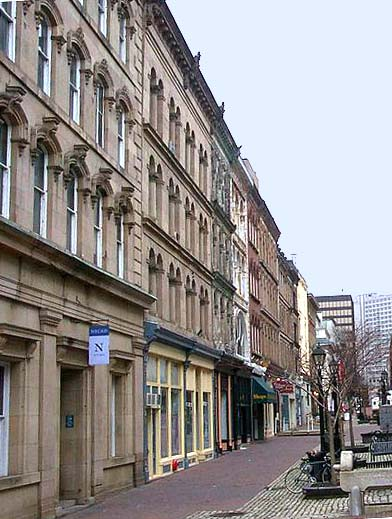
Nova Scotia College of Art and Design (NSCAD) in Canada.

#### Kanada
- Alberta University of the Arts
- Emily Carr University of Art and Design
- NSCAD University
- OCAD University

#### USA
- Maine College of Art
- Moore College of Art & Design
- Parsons School of Design
- Rhode Island School of Design
- The University of the Arts
- Vermont College of Fine Arts
- Virginia Commonwealth University School of the Arts
- Yale School of Art

### Jižní Amerika
- Guignard University of Art of Minas Gerais
- Imperial Academy of Fine Arts
- School of Communications and Arts, University of São Paulo
- University of Chile
- University of São Paulo

### Evropa
- Academy of Fine Arts Nuremberg
- Akademia sztuk pieknych, Krakov, Polsko
- École des Beaux-Arts
- Vysoká škola grafiky a knižního umění v Lipsku
- Konstfack
- Leeds Arts University
- Manchester School of Art
- Plymouth College of Art
- Royal Academy of Art, The Hague
- Royal Academy of Arts
- Slade School of Fine Art
- Vysoká škola uměleckoprůmyslová v Praze

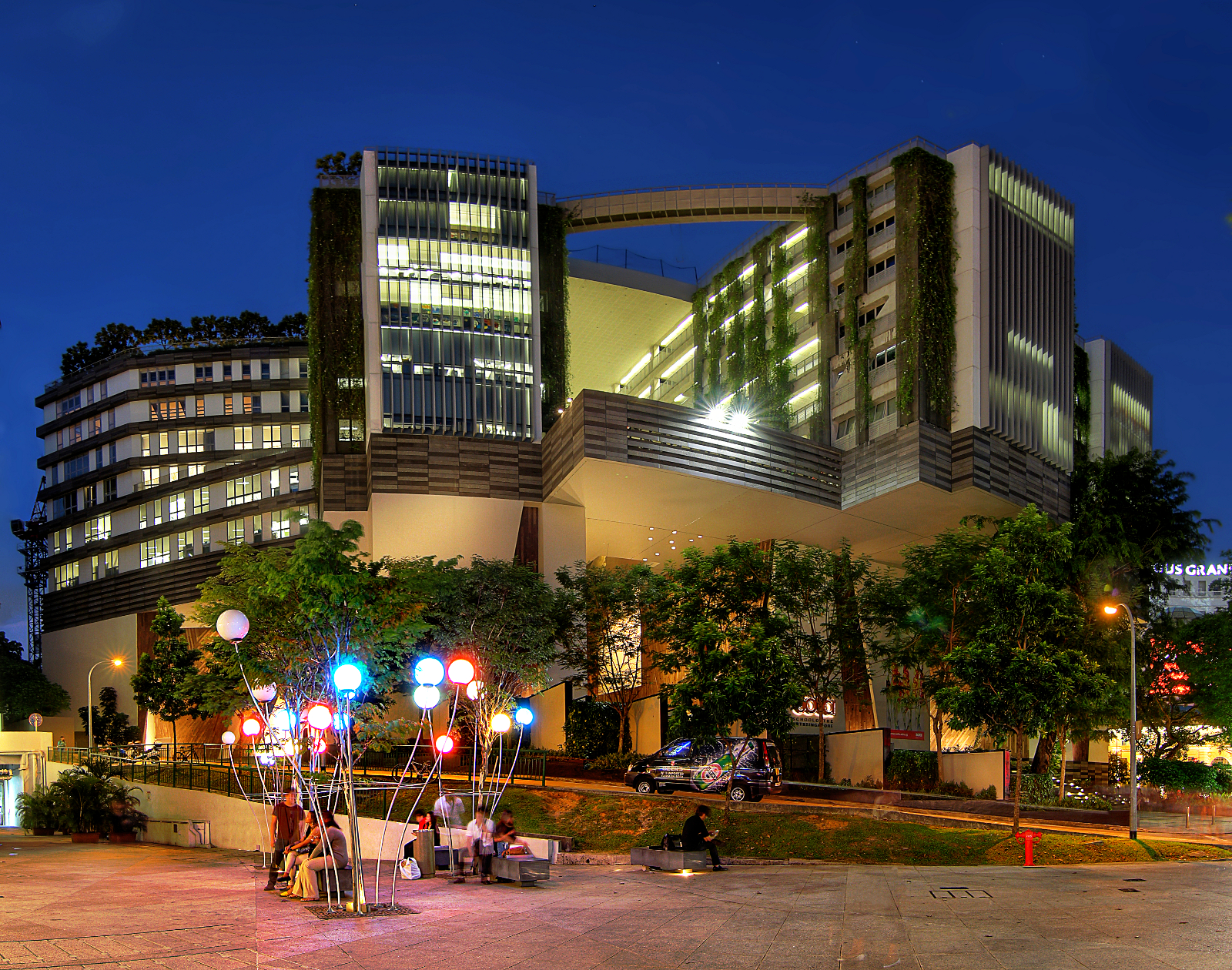
School of the Arts in Singapore.

### Asie
- Bulbul Lalitakaka Academy
- China Academy of Art
- Government College of Art & Craft
- Kala Bhavana
- Kyoto University of Arts, KCUA (Kyōtogeidai)
- Rabindra Bharati University
- School of the Arts
- Shanto-Mariam University of Creative Technology
- Srishti School of Art Design and Technology

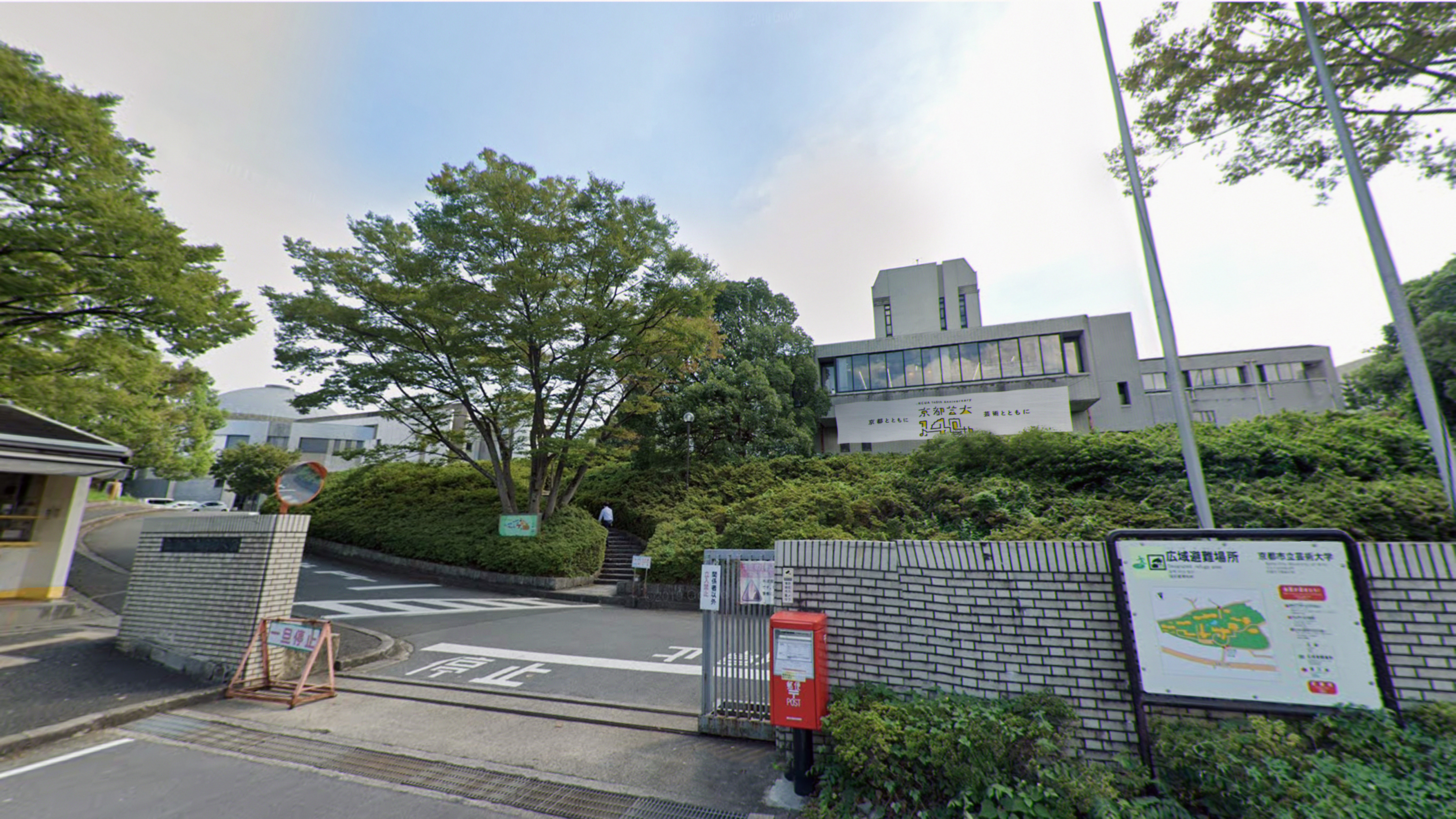
Front_gate_and_main_building_photo_of_Kyoto_Univ._of_Arts_(Kyōtogeidai)

- Tsinghua University
- Telkom University

### Afrika

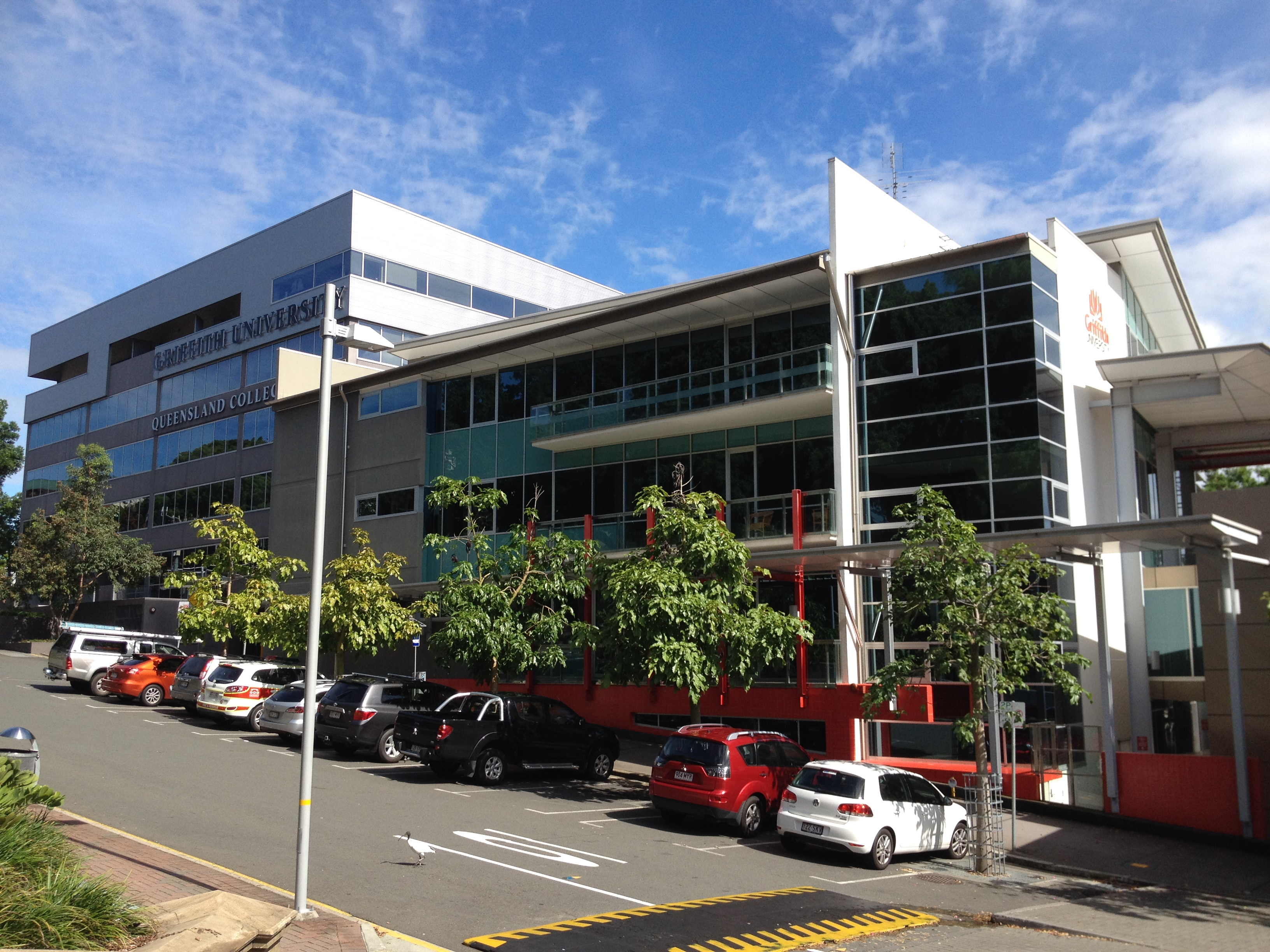
Queensland College of Art in Australia.

- Michaelis School of Fine Art
- National School of the Arts
- Pan-African School of Art
- Ruth Prowse School of Fine Art
- University of Nairobi

### Austrálie
- Adelaide Central School of Art
- Adelaide College of the Arts, TAFE SA
- ANU School of Art & Design (Australian National University)
- School of Creative Arts and Humanities, Charles Darwin University
- School of Communication and Creative Industries, Charles Sturt University
- School of Design and Art, Curtin University of Technology
- School of Communication & Creative Arts, Deakin University Australia
- School of Arts and Humanities, Edith Cowan University
- School of Arts, Federation University
- Queensland College of Art, Griffith University
- Department of Creative Arts and English, LaTrobe University
- Fine Art Department, Monash University
- National Art School
- Art & Design, North Metropolitan TAFE
- School of Design, Queensland University of Technology
- School of Art, RMIT University
- School of Arts & Social Sciences, Southern Cross University
- School of Design, Swinburne University of Technology
- Design Vertical, Torrens University
- Faculty of Arts & Design, University of Canberra
- Victorian College of the Arts, University of Melbourne
- UNSW Art & Design
- School of Art, Architecture and Design, University of South Australia
- School of Arts and Communication, University of Southern Queensland
- Sydney College of the Arts, University of Sydney
- School of Creative Arts, University of Tasmania
- School of Design, University of Technology Sydney
- School of Design, University of Western Australia
- School of Humanities & Communication Arts, University of Western Sydney
- School of the Arts, English and Media, University of Wollongong